# 防雪柵
防雪柵（ぼうせつさく）は、冬期間の吹雪で発生する吹き溜まりや視程障害（視界不良、ホワイトアウト）による鉄道や道路の障害から、列車とその運行や道路を通行する車両などを守る構造物のこと。英語ではSnow fenceと呼ばれる。

## 概要
国立研究開発法人土木研究所に属する独立行政法人土木研究所寒地土木研究所（以下、寒地土木研究所）による、道路構造物としての防雪柵の定義は次の通りとなっている。
上記の定義により、防雪柵の目的は構造別に、交通路線（鉄道や道路）から離れた場所に冬期間のみ設置（条件や状況により常設）して柵の周辺に吹き溜まりを作って交通路線を守るものと、交通路線に近接かつ平行に設置して風の流れをコントロールし、交通路線上に吹き溜まりを作らないと同時に吹雪による視程障害（ホワイトアウト）を防ぐものとがある。

## 歴史

### 世界の例
最も古い記録として、1852年のノルウェーの文献に柵を立てて雪を集め、それを家畜の飲み水にしたという記述があり、これが最も古い防雪柵の記録とされている。その後、この構造からあえて吹き溜まりを作る防雪柵の原型が見いだされ、ヨーロッパでは19世紀半ばに最も早く鉄道用の防雪柵が設置された。当時の防雪柵は2m四方のパネルを1単位とした柵として、吹き溜まりによって埋まるたびに移設する方法が取られていた。
北米では1868年に大陸横断鉄道の防雪用として大きな石のブロックを並べたものが最も古い防雪柵とされる。
世界的にも、地域ごとの経験に基づいて設置した防雪柵については成功例を見るが、同じ構造物を別の場所に設置したものの、その地域の気象特性に合わないために防雪対策として失敗する例も数多く、その事から徐々に信頼性を失い、その後安価な人件費や燃料費による機械的な除雪（ラッセル車・ロータリー車など）に傾倒するようになり、以降の防雪柵の本格的な普及は後の気象工学・流体力学・鉄道及び道路構造・植生などを総合的に勘案した防雪工学の発達を待つ事となった。

### 日本の例

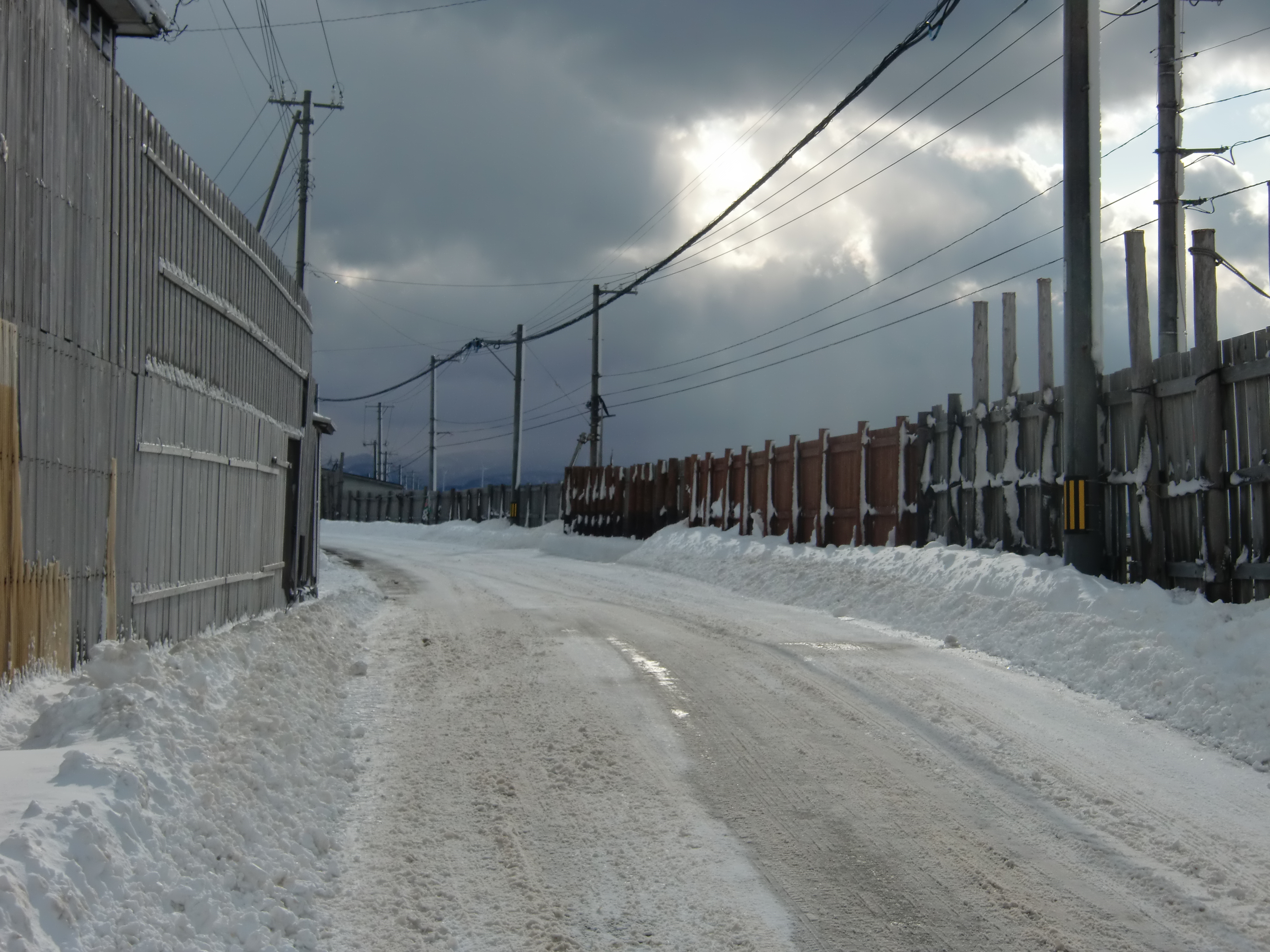
日本海沿岸地域で古くから行われている雪囲い、家屋（左側）と道路海側（右側）に木板塀を設けている方式

日本では古くから葦・茅・木板塀などで、風雪の強い雪国や海岸部などでの家屋周囲を囲ったり、あるいは海岸部に面した道路の海側に風よけを兼ねて建てられる「雪囲い」と呼ばれる防雪柵に通ずる構造物が作られてきた。現在でも北海道などの一部地域では「雪囲い」を作る文化が見られる。
交通施設に関連するものとしては、1880年代の鉄道路線に吹雪対策として作られた「雪よけの板塀」が始まりとなる。しかし当初は吹き溜まりがどこに出来るかを予測するのが困難で、吹き溜まりのコントロールがうまく出来なかった事や、木製構造物ゆえの蒸気機関車から生じた火の粉による出火事故もあって不評で、その後はもっぱら鉄道防雪林に代わっていったという。
道路用としては、1961年に初めての防雪柵として「吹きだめ柵」が試験後に設置されていて、当時は木製の防雪柵だったという。その後、1967年に北海道開発局建設機械工作所（当時）による「吹き払い柵」の開発が始まって1969年から国道に設置されるようになり、さらに1981年から土木試験所（現、国立研究開発法人土木研究所 寒地土木研究所）によって「吹き止め柵」の研究が始まって1988年より設置されるようになった。
上記の道路用防雪柵の研究成果と実績から有用性が再評価され、新たに研究も進められてきた事から、現在では一部の防雪柵構造（後述）が鉄道路線用としても再び使われるようになってきている。

## 構造
大別すると、交通路線から離れた場所に設置するものと、交通路線に近接して設置するものとに分かれる。
いずれの場合でも支柱と防雪板から成り立ち、仮設の物では支柱支持のための支線としてワイヤーロープや棒鋼及びターンバックルなども用いられる。また、完全に仮設の物で支柱と支線の部品を全て単管で作成する事もある。
防雪板は従来より各種の鋼板が用いられているが、近年では状況に応じて各種の合成樹脂製品や木材も用いられる。木材の使用については、2001年（平成13年）1月に施行された国等による環境物品等の調達の推進等に関する法律に基づき、国土交通省で「環境物品等の調達の推進に関する基本方針」が定められ、公共工事の資材として間伐材を積極的に使用していく方針が示された事によるもので、カラマツの例で未処理の木材だと耐用年数が5 - 6年程度のため、各種防腐処理等をした耐用年数10年程度のものが使用される。

### 吹きだめ柵
寒地土木研究所による吹きだめ柵の定義は次の通りである。

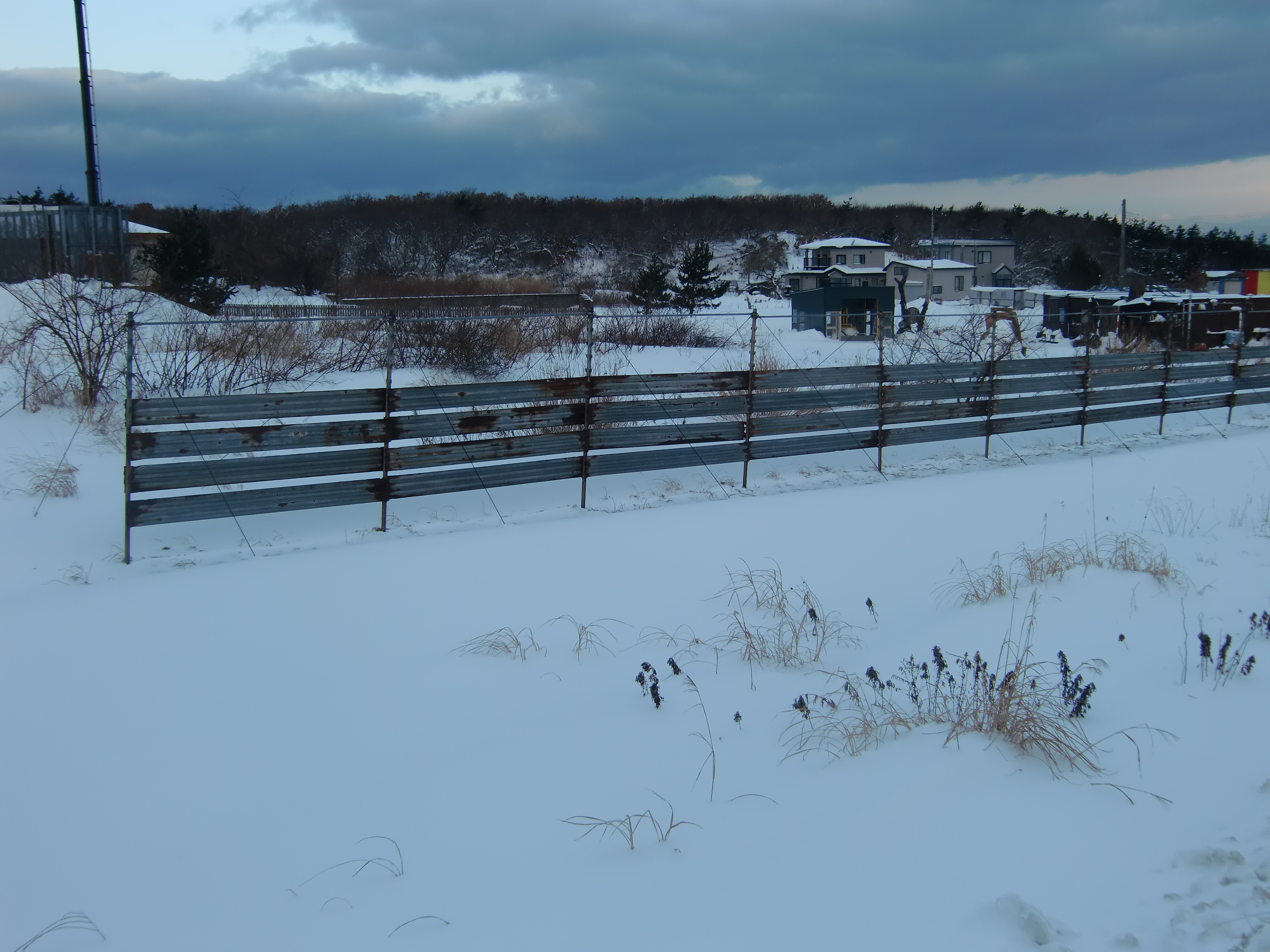
吹きだめ柵

交通路線から離れた風上側の場所に設置する防雪柵で、定義の通り、柵の前後にあらかじめ吹き溜まりを堆雪させて交通路線中への雪の吹き込みと吹き溜まりを防ぐのが目的で、柵の高さが高いほど堆雪量が多くなるという研究結果がある。吹雪による視程障害（ホワイトアウト）を多少防ぐ効果はあるが、主目的が吹き溜まりの形成であるため、視界確保目的については後述する防雪柵の方が優れているとされる。
柵の構造は、支柱が直立した上でワイヤーロープや棒鋼などの支線によって固定された形状となっており、下部の間隙を設けた上で隙間を空けて支柱に配置した波形鋼板（キーストンプレート）の防雪板とした物が多いが、有孔板（パンチングメタル）・木材・各種合成樹脂製品（板状・布状・メッシュ状のもの）を防雪板として取り付けた物もある。また、完全に仮設の物は支柱・支線共に単管を使用し、防雪板として合成繊維の布を用いる事がある。
確認されている中での初期の吹きだめ柵は木製の物とされ、その写真が残されているという。
設置場所は吹き溜まりを作る広い敷地が必要な関係で交通路線から離れた位置とする必要があり、そのため設置時期となる冬期間が通常は農閑期となる田畑での仮設設置例を多く見かけるが、それ以外で広い敷地が確保出来る場合は常設する例もある。ただ、近年は用地の貸借・取得困難もあり、設置例は減少している。
道路用としての実績から、現在は鉄道路線用としても使われるようになってきている。

### 吹き払い柵
寒地土木研究所による吹き払い柵の定義は次の通りである。
道路に沿って設置される防雪柵で、主に斜め下向きのルーバー状に配置された防雪板を持つ柵の下側に間隙を設けた構造となっている。この構造で柵の下側間隙に集中・加速された気流と防雪板によって偏向流を加えられた気流によって柵の上下に異なる気流を作り、下面に気流が集中する事で路面を吹き払って雪が積もらないようにすると同時に、路面上すれすれに吹雪の流れを作り出して視界を塞がないようにする。先述した通り、1967年に単板式・多板式のいくつかの構造が開発され、1969年から国道に設置されている。
初期の吹き払い柵は、控式と呼ばれる傾斜させた状態の支柱（細い鋼管を組んだ物や角鋼など）と防雪板で構成された柵の背面に太い鋼管または山形鋼を用いた控材とワイヤーロープまたは棒鋼の支線で支えて地面にアンカーで固定させた冬期間のみ設置する仮設タイプのものが主で、初期からの物は防雪板が支柱に固定されているが、後に強風に対応する可動式防雪板とした物も作成されるようになった。どちらの防雪板を選定するかは設置箇所の天候や風力を考慮した設置基準によるが、当初の設置基準で固定式防雪板としたものの想定外の暴風雪によって倒壊した事例があり、現在は設置基準について十分な検討がなされている。
設置箇所が年々増加し、主に仮設タイプとなる控式は設置・撤去・運搬の手間と保管場所確保の問題が出てきた事もあって、現在は強固な支柱を持ち沿道に常設するタイプの自立式と呼ばれる物が増えている。
自立式吹き払い柵の設置方式や構造は製造メーカーによりさまざまで、冬期間以外では支柱を折りたたんで防雪板を収納する、支柱はそのままで防雪板を上部にまとめる、全体はそのままで可動式防雪板を水平するなどの物があり、また切土の法面上に強固な単板構造として常設している物もある。
防雪板は単板構造の物を除いて、強度を付けた波形鋼板（キーストンプレート）で平面形状としたものが主流だが、可動式とするための軸付平板面構造としているほか、近年の流体力学の研究から、湾曲形状や翼形状としたり一部が有孔板（パンチングメタル）となっていることがある。また、後述する理由により、視認性確保を目的としたポリカーボネートやアクリル板などで構成された透明タイプの防雪板も使われる。
自立式吹き払い柵の設置範囲には田畑の畦道・用水路・隣接地への出入口などの存在でどうしても開口部が生じる事があるので、その場合は次の方法が取られる事がある。
- 開口部に仮設タイプの控式吹き払い柵を併用する
- 開口部に向けて風の収束（エンドエフェクト）が生じないように、柵末端から背後へL字型に副防雪柵を設置したり、導流板や樹木等の抵抗物を配置する
- 開口部に冬期間だけ設置できる構造を設ける
  1. 開口部の地面にあらかじめ蓋付きの支柱設置用埋設基礎を施工しておき、使用しない時は支柱と防雪板を近接に収納し、使用時は基礎に支柱を立てて防雪板を設置出来る脱着式構造の物
  2. 開口部の柵を門扉式として、積雪時は閉じ、非積雪時は解放する運用を行う物

吹き払い柵は、風による防雪板下部間隙の気流に防雪板による偏向流を加える事によって路面上の雪を吹き払う構造なので、適切な設置計画と管理がされないと以下の問題が発生する事があるが、それぞれにおいて一部対策も取られている。
- どの防雪柵にも共通するが、通常は設置路線の長期的な気象観測データを基に設置箇所を決めるものの、想定とは違う風向の吹雪では機能せずに吹き溜まりの発生を防ぐ事が出来ないケースがあり、実際に吹き溜まりによる車両の立ち往生が発生した事もある[17]。なお、逆風など想定外風向の発生時において、可動式防雪板や逆風に対応した設計とした物については、交通路線側への吹き溜まり発生防止に一定の効果を発揮する物がある。

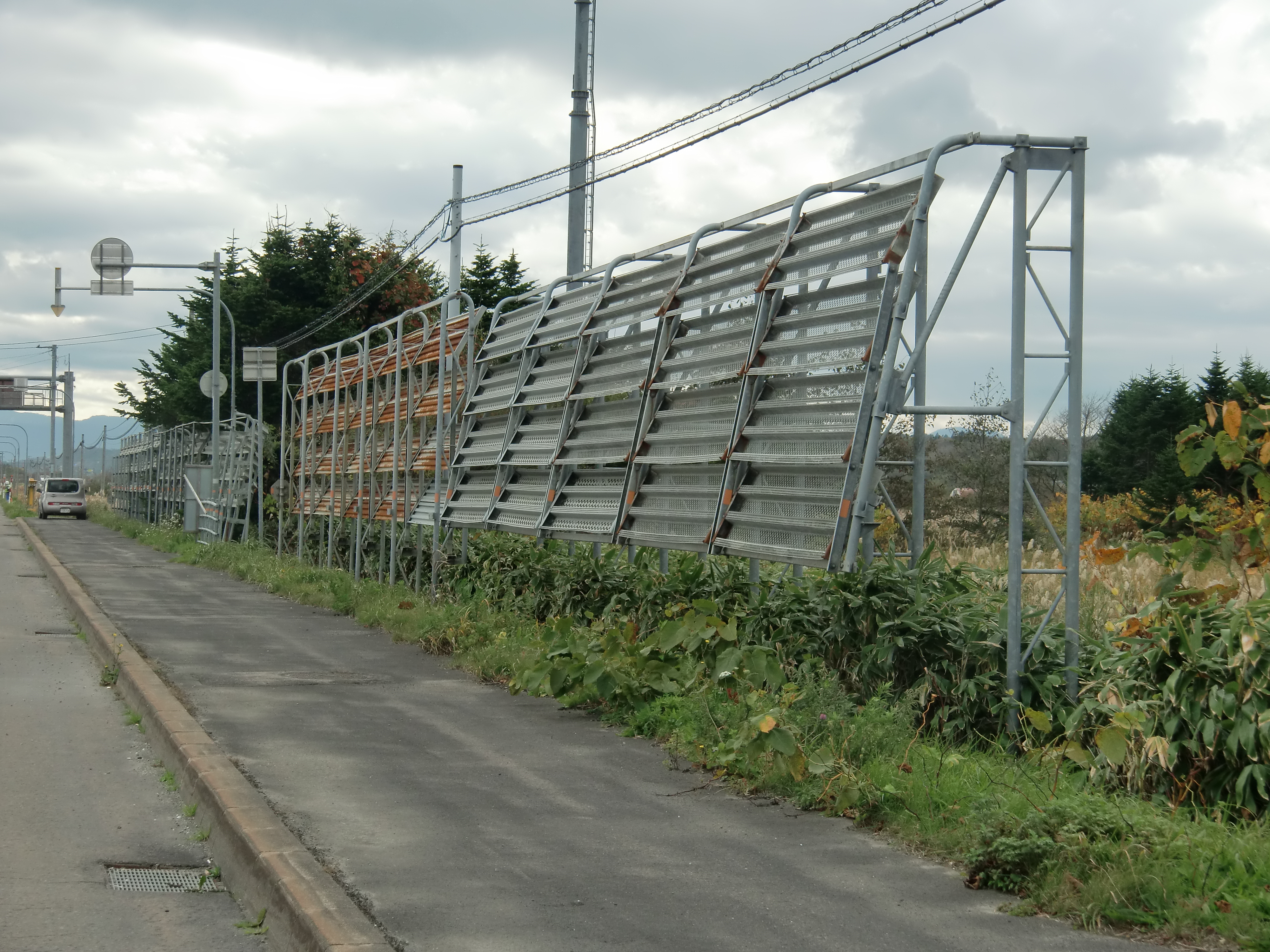
各種の自立式吹き払い柵、一番手前の柵は支柱を外側に控えて配置し、防雪板下部の除雪をしやすくしている（国道5号・山越郡長万部町豊野）

- 吹き溜まりや除雪による堆雪、灌木発生などで下部間隙を含めた柵の周辺が塞がれると機能しなくなるため、吹き払い柵周辺の除雪や灌木伐採などの適切な管理が必要となる。下部間隙への堆雪については、構造を改良して下部が塞がれても防雪板による偏向流によって機能を損ないにくくしたり、支柱を防雪板から後方に控えた場所に設けて防雪板下部を除雪しやすくしている構造の物もある。
- 吹き払い柵の対面側に除雪で高く積み上がった雪壁や障害物などがあると、それによる気流の変化で吹き溜まりの発生を助長する場合があるので、反対側の適切な除雪や障害物の存在を考慮する必要がある。
- 吹き払い柵風上側の地形が局所的に高くなっている場合、その地形によって柵に当たる風が弱くなって柵風下側の風速が低下し、逆に交通路線上に吹き溜まりを生じるケースがある事から、周辺地形を考慮した設計・設置を行う必要がある。
- 多車線道路では反対側の車線まで雪を吹き飛ばす事が出来ない事があり、特に中央分離帯を有する道路はその中央分離帯による吹き溜まりの発生を防ぐ事が出来ない。この場合は適切な設計構造で広い道路幅の雪を吹き飛ばせる能力がある吹き払い柵とするか、後述する吹き止め柵などが検討される。
- 常設タイプで支柱と防雪板が収納されずそのままとなる物は防雪板によって景観や視距が損なわれる事があり、特に設置箇所が交差点やカーブなどの付近となる場合は視界が遮られる事による交通事故の発生が懸念される。このようなケースでは、吹雪時以外では可動式防雪板が水平になって視界が確保出来る構造としたり、ポリカーボネートやアクリル板などで構成された透明タイプの防雪板を採用して対応する事がある。

### 吹き止め柵
寒地土木研究所による吹き止め柵の定義は次の通りである。

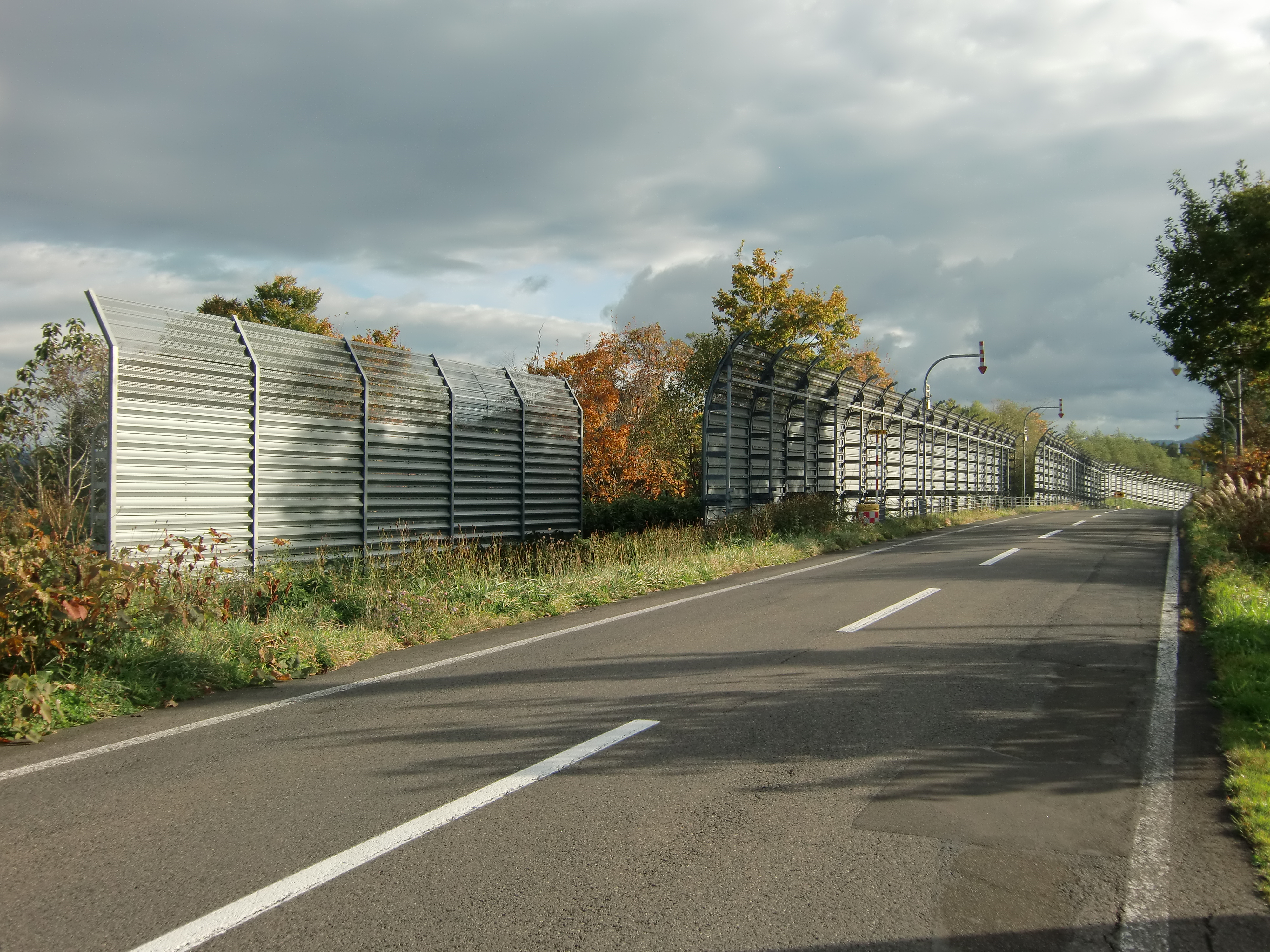
吹き止め柵-2
手前が忍び返し（外側1方向屈折）付き、奥が曲線導流板形状のもの

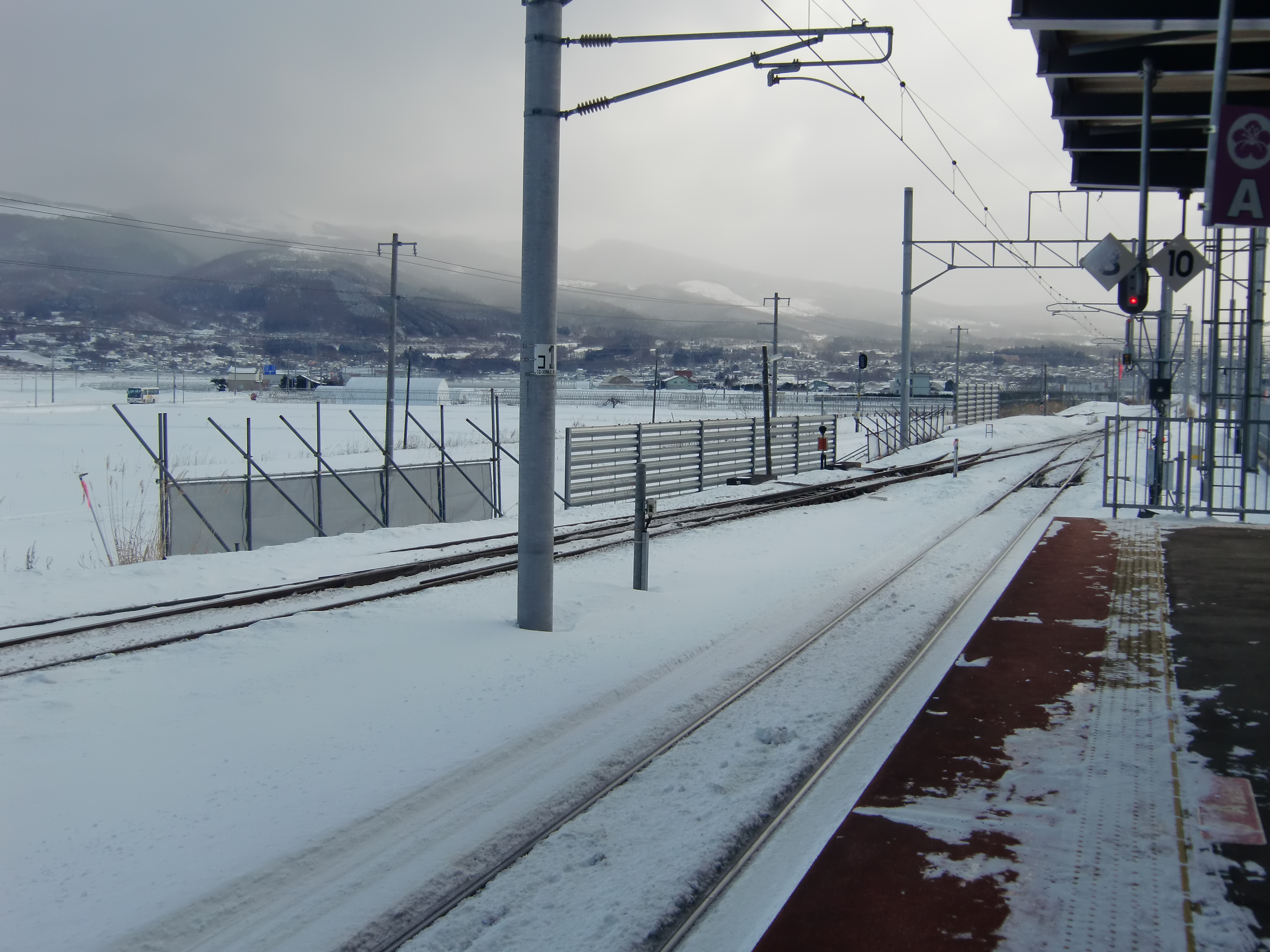
吹き止め柵-3
鉄道路線に使われている直立タイプで、手前から単管と合成繊維で作られた仮設のものと鋼製で常設のものが交互に設置されている（新函館北斗駅構内）

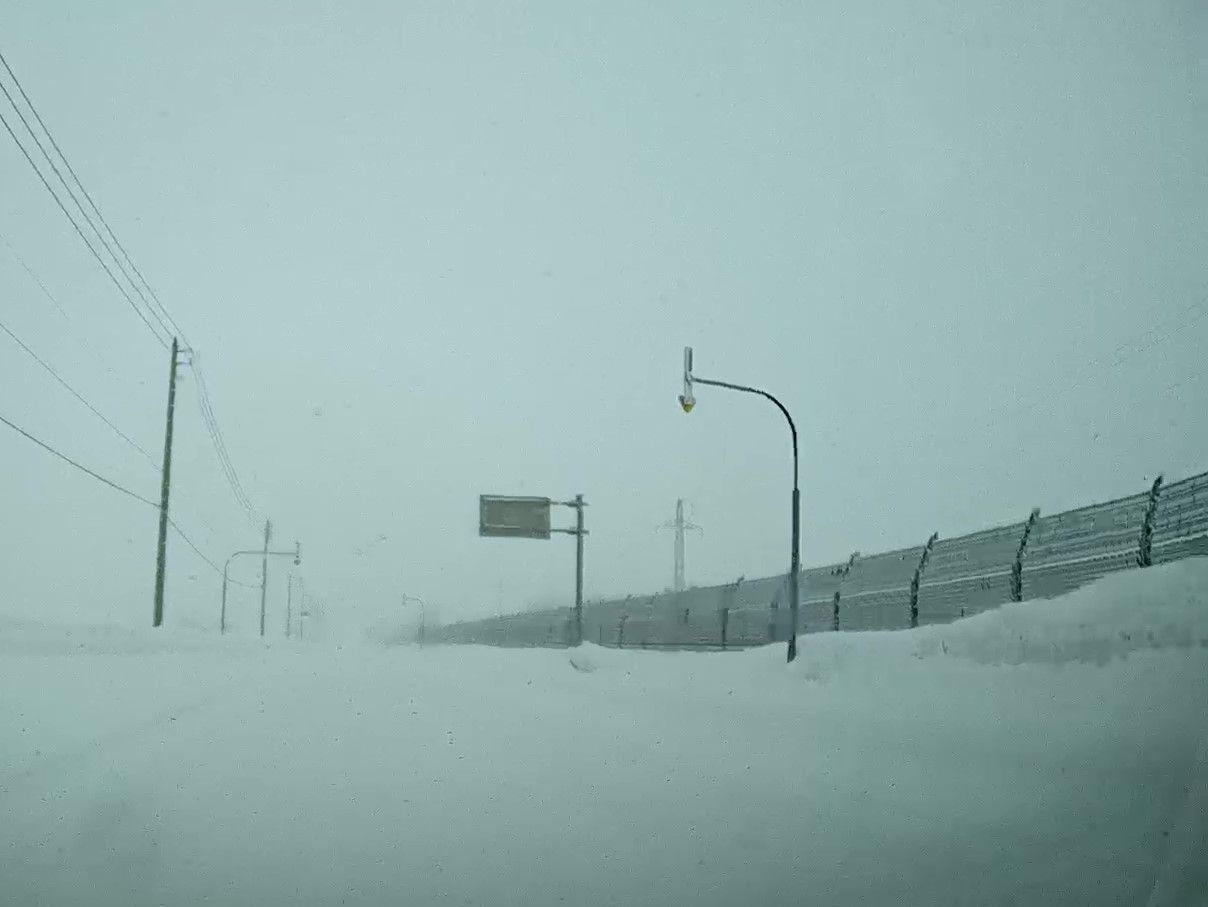
吹き止め柵-4
外側1方向屈折忍び返し付きのもの

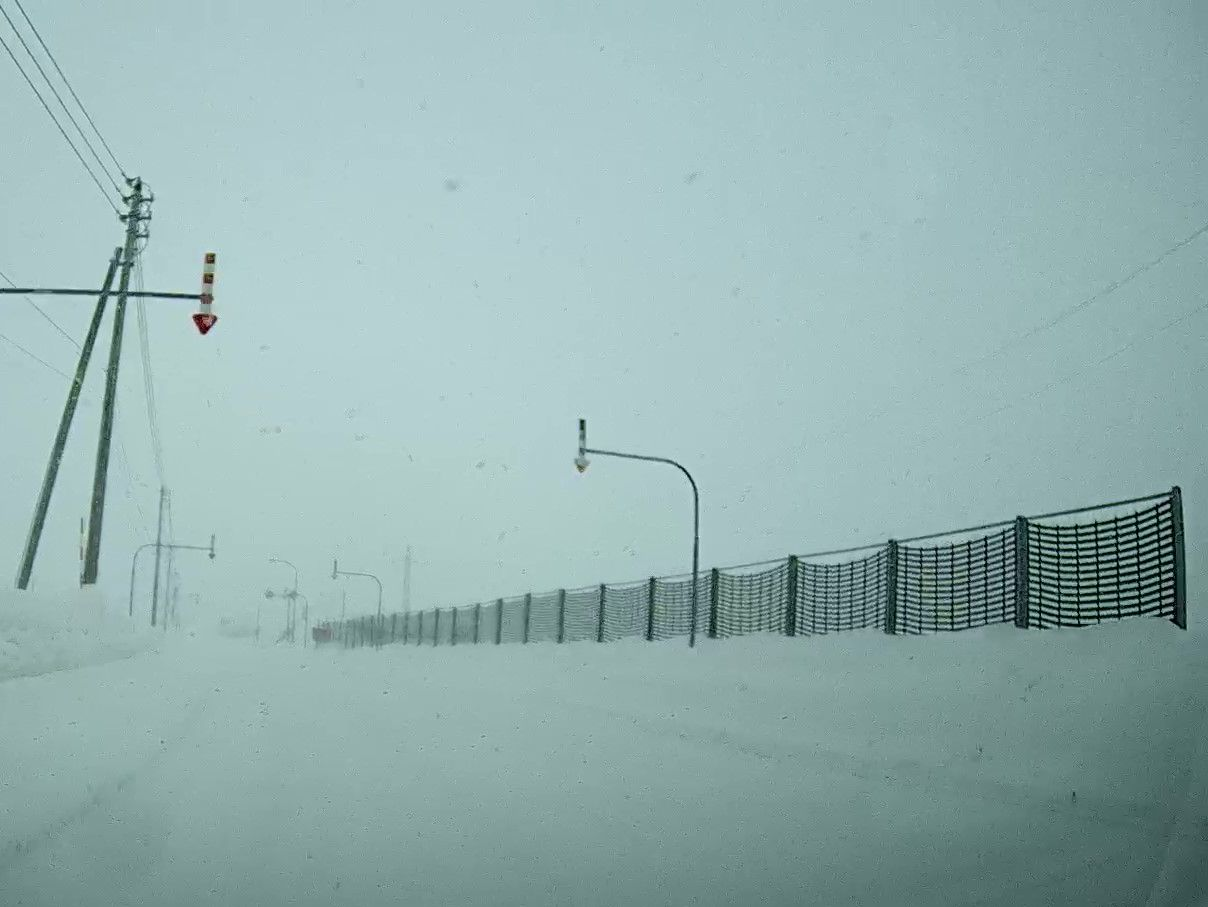
吹き止め柵-5
直立タイプで、防雪板に合成樹脂製のネットを用いたもの

上記の通り吹きだめ柵を改良したもので、吹き払い柵と同様に主に交通路線に沿って設置される防雪柵だが、吹きだめ柵や吹き払い柵と違って、柵下部の間隙を無くして柵の上面から路線上を飛び越える風の流れを作り、吹き溜まりは柵の背面（風上）側に作る構造となっている。これによって交通路線上に吹き溜まりを発生させない他に吹雪時の視界確保がしやすくなる。
吹き止め柵の開発と設置は比較的新しく、先述した通り、1981年に、吹きだめ柵の風下側の吹き溜まり形成が風上側よりも小さい事と、下部間隙を小さくする事によって吹き溜まりの形成がさらに小さくなる現象を見いだした事から研究が始まり、その研究成果をもって1988年に初めて道路に設置された。そしてその構造による風の流れから、多車線となる幅広の道路において有効な構造物となっている。
柵構造は下部に間隙が無いのが共通しているが、上部の形状は次の種類に分かれる。
- 直立
- 忍び返しが作られている物
  1. 外側1方向に屈折している形状
  2. 下部が外側、上部が道路側を向いた「く」の字形の2方向に屈折して、上部は導流板の役割としている形状
- 道路側に向かって緩い曲線が作られた導流板形状
- その他、特殊な導流板を取り付けて風を道路上部から反対側まで遠くに飛ばすようにした構造

使用される防雪板は鋼板の他に有孔板（パンチングメタル）を用いる事が多いが、他には合成樹脂製品や先述した事情による木材なども使われる。いずれの場合でも流体力学や風洞実験などによって風の流れを計算して設計・使用され、有孔板（パンチングメタル）及びメッシュ形状とした合成樹脂製品などによって一部の風を透過させる設計とする事もある。
吹き止め柵は完全に固定された物以外にも、冬期間以外の景観や視程の確保を考慮して、製造メーカーにより防雪板や支柱が折り畳んで収納出来たり防雪板が水平に固定出来る設計の物が作られている。
近年の道路で、特に高規格道路は高盛土として作られるケースが多くなり、それにともなって防雪柵の設置箇所が路肩より外側の法面上に作られるために防雪柵の道路面からの見かけ高さが低くなってしまう事があるため、吹き止め柵は適切かつ有効な柵の高さを確保出来る事から高盛土道路では採用される事が多く、かつ上部をメッシュ構造として風を受け流す構造の新型吹き止め柵が考案されている。
開口部が生じる箇所に関しては吹き払い柵と同様の問題が生じるため、L字型の副防雪柵や導流板を設けたり植樹するなどの他に、擬木板と呼ばれる立木に似せた構造物を多数設置する事がある。
道路用としての実績から、現在は鉄道路線用として、特に狭い沿線敷地となる場所にも使われるようになってきている。

### 吹き上げ防止柵
寒地土木研究所による 吹き上げ防止柵の定義は次の通りである。

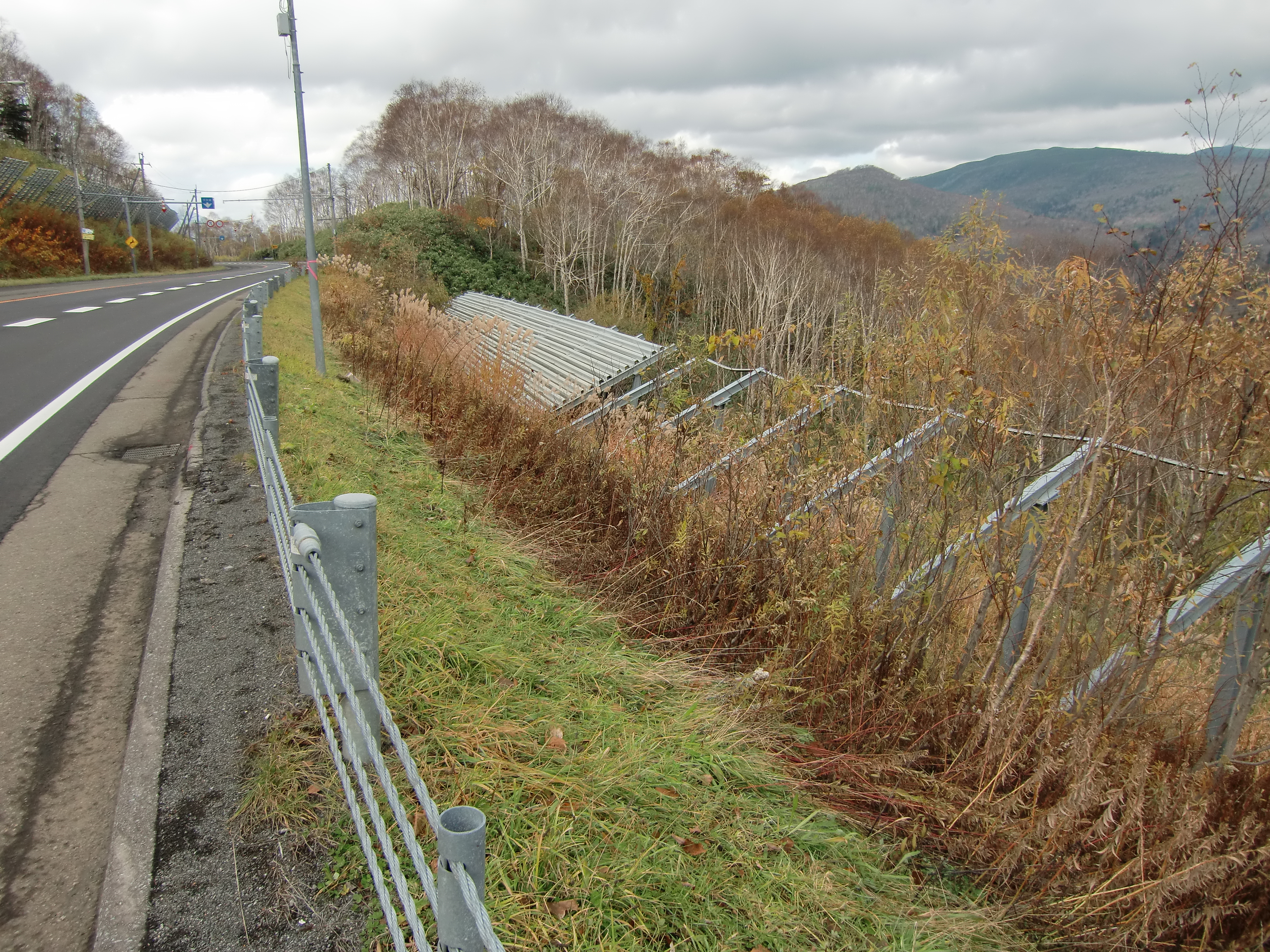
日本で初めて設置された吹き上げ防止柵（国道230号・中山峠）、手前は防雪板が除去されて支柱だけ残ったもの

上記の通り、山岳地で道路外側が谷となっている場所では谷の下側から吹き上げる風によって吹き溜まりやホワイトアウトが生じやすいため、それらの交通障害を防ぐ目的で作られた。設置は吹き止め柵よりも早い1978年で、国道230号の喜茂別町・中山峠に最初に設置された。
吹き上げ防止柵は道路外の斜面上に、水平から谷方向に仰角20°、長さ5m程度、道路面より2～3m程下の位置とした防雪板を設置した構造で、防雪板上の積雪による荷重に耐えられるように防雪板や支柱などが強固に作られ、柵というよりも一種の構造物の様相となっている。
谷側に設置されているので吹き溜まりは谷側に出来やすく、堆積量も構造の大きさに比べてかなり多い。また吹き止め柵の一種ともいえる構造から、柵によって吹雪の気流が道路の上を飛び越し、飛雪量が減少し、さらに道路上には弱風域が形成される事でホワイトアウトの軽減効果が期待出来る。